# Суньига, Эдмундо
Эдмундо Суньига Эррас (исп. Edmundo Zúñiga Erraz; род. 1920) — чилийский легкоатлет, специалист по метанию молота. Выступал за сборную Чили по лёгкой атлетике в 1946—1956 годах, трёхкратный чемпион Южной Америки, участник летних Олимпийских игр в Лондоне.

## Биография
Эдмундо Суньига родился в 1920 году.
Первого серьёзного успеха в лёгкой атлетике на международном уровне добился в сезоне 1946 года, когда вошёл в состав чилийской сборной и выступил на домашнем чемпионате Южной Америки в Сантьяго, где в зачёте метания молота выиграл бронзовую медаль.
В 1947 году на южноамериканском чемпионате в Рио-де-Жанейро превзошёл всех соперников в той же дисциплине и завоевал золотую награду.
Благодаря череде успешных выступлений в 1948 году удостоился права защищать честь страны на летних Олимпийских играх в Лондоне — в ходе предварительного квалификационного этапа метнул молот на 44,03 метра, чего оказалось недостаточно для выхода в финальную стадию соревнований. Также в этом сезоне одержал победу на чемпионате Южной Америки в Ла-Пасе.
В 1949 году отметился победой на южноамериканском чемпионате в Лиме.
В 1950 году стал серебряным призёром на неофициальном чемпионате Южной Америки в Монтевидео.
В 1956 году на домашнем южноамериканском чемпионате в Сантьяго с личным рекордом 51,71 завоевал в метании молота серебряную награду, уступив лишь своему соотечественнику Алехандро Диасу.
Умер, но обстоятельства и дата смерти неизвестны.